# Marteleira
Marteleira é uma povoação portuguesa do Município da Lourinhã que foi sede da extinta Freguesia de Marteleira, freguesia que tinha 7,25 km² de área e 1 761 habitantes (2011), e, por isso, uma densidade populacional de 242,9 hab./km².
Em 2013, a Freguesia de Marteleira foi extinta tendo sido agregada à Freguesia de Miragaia para criar a nova União das Freguesias de Miragaia e Marteleira.

## População
| População da freguesia da Marteleira | População da freguesia da Marteleira | População da freguesia da Marteleira | População da freguesia da Marteleira | População da freguesia da Marteleira | População da freguesia da Marteleira | População da freguesia da Marteleira | População da freguesia da Marteleira | População da freguesia da Marteleira | População da freguesia da Marteleira | População da freguesia da Marteleira | População da freguesia da Marteleira | População da freguesia da Marteleira | População da freguesia da Marteleira | População da freguesia da Marteleira |
| ------------------------------------ | ------------------------------------ | ------------------------------------ | ------------------------------------ | ------------------------------------ | ------------------------------------ | ------------------------------------ | ------------------------------------ | ------------------------------------ | ------------------------------------ | ------------------------------------ | ------------------------------------ | ------------------------------------ | ------------------------------------ | ------------------------------------ |
| 1864                                 | 1878                                 | 1890                                 | 1900                                 | 1911                                 | 1920                                 | 1930                                 | 1940                                 | 1950                                 | 1960                                 | 1970                                 | 1981                                 | 1991                                 | 2001                                 | 2011                                 |
|                                      |                                      |                                      |                                      |                                      |                                      |                                      |                                      |                                      |                                      |                                      |                                      | 1 613                                | 1 538                                | 1 761                                |

Criada pela Lei n.º 58/84  ,  de 31 de Dezembro, com lugares desanexados da freguesia de Miragaia

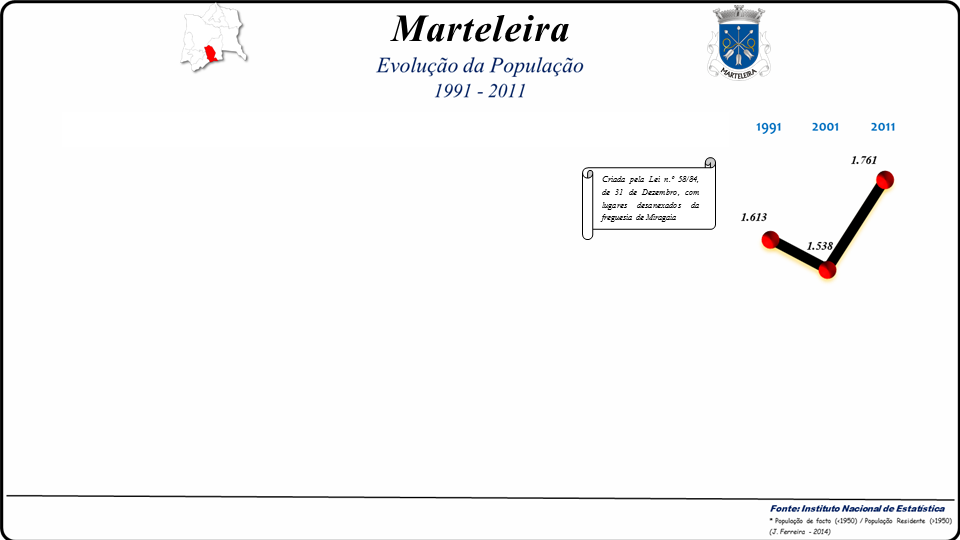
Evolução da População 1864 / 2011

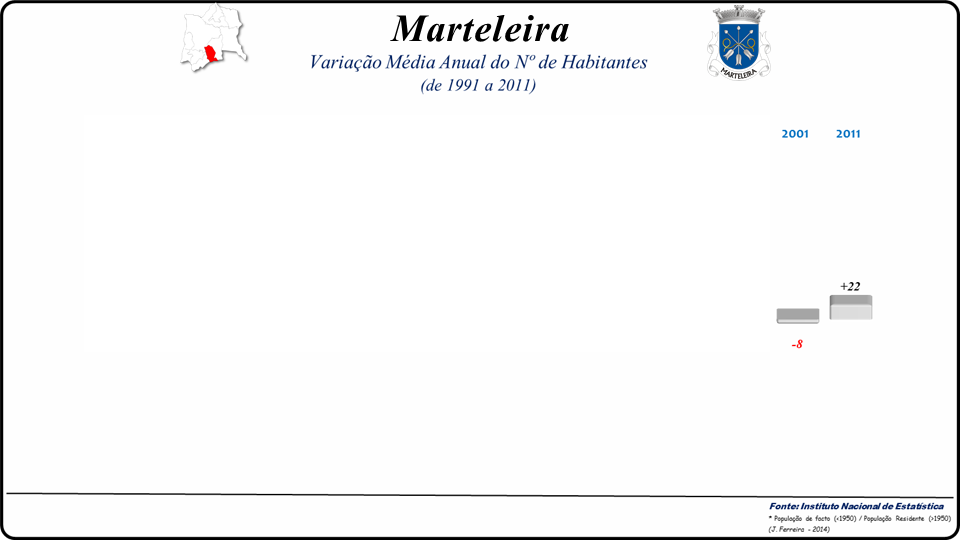
Variação da População 1864 / 2011

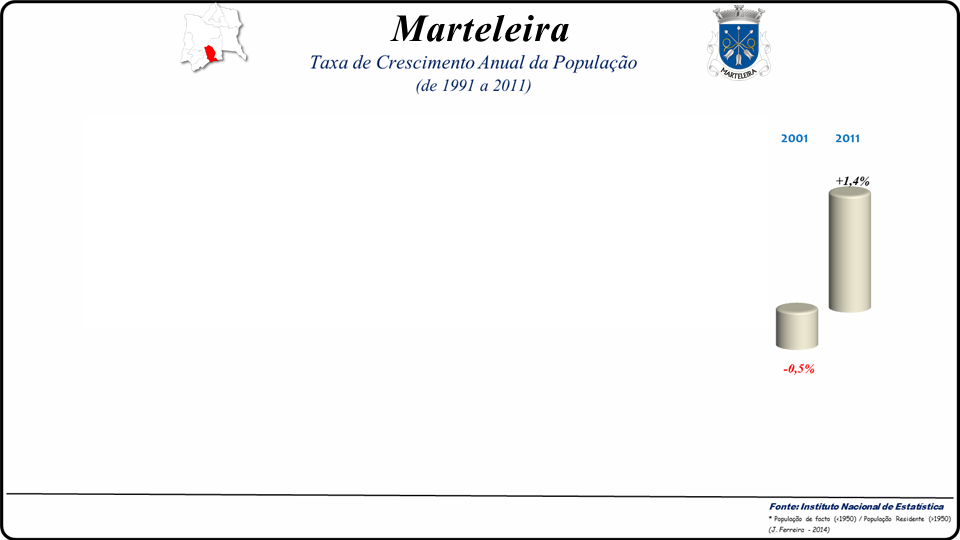
Variação da População 1864 / 2011

; 
;
;